# Бугорчатая черепаха
Бугорчатая черепаха, или террапин (лат. Malaclemys terrapin) — вид пресноводной черепахи. Обитает в прибрежных солёных болотах восточного побережья США, от Массачусетса до Техаса.
Панцирь коричневый или серый; кожа серая, коричневая, желтая или белая. Диаметр панциря обычно достигает 13 см у самцов и 19 см у самок, но встречаются и более крупные особи. Самки достигают половой зрелости в 8 лет. Яйца откладывают весной или ранним летом в песчаных дюнах и на пляжах. Инкубация длится 60—120 дней.
Бугорчатые черепахи питаются моллюсками, крабами, мелкой рыбой, иногда болотной растительностью. В свою очередь, на них охотятся скунсы, вороны, еноты.
Бугорчатая черепаха — официальное пресмыкающееся штата Мэриленд и маскот Университета Мэриленда.

## Галерея

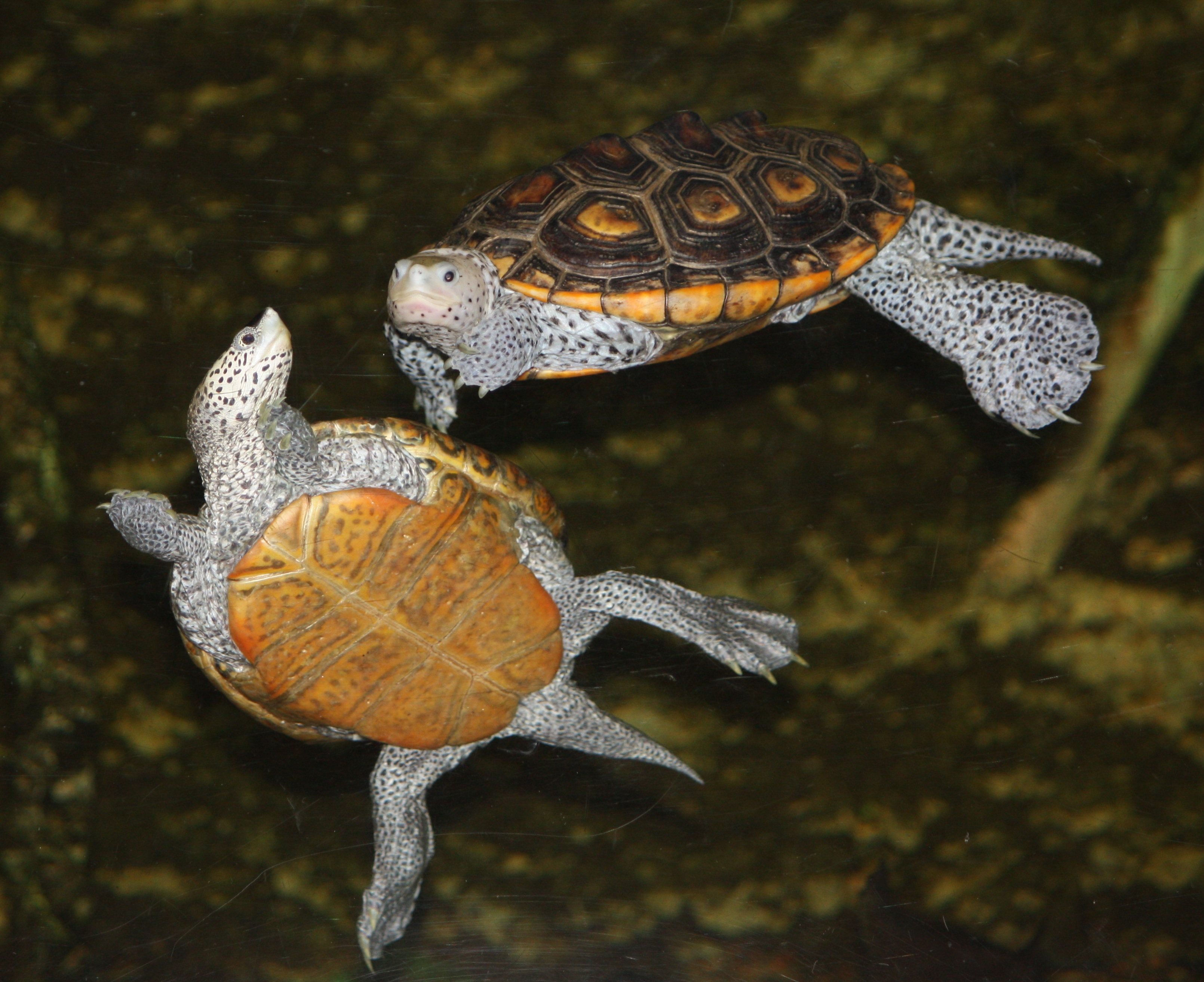
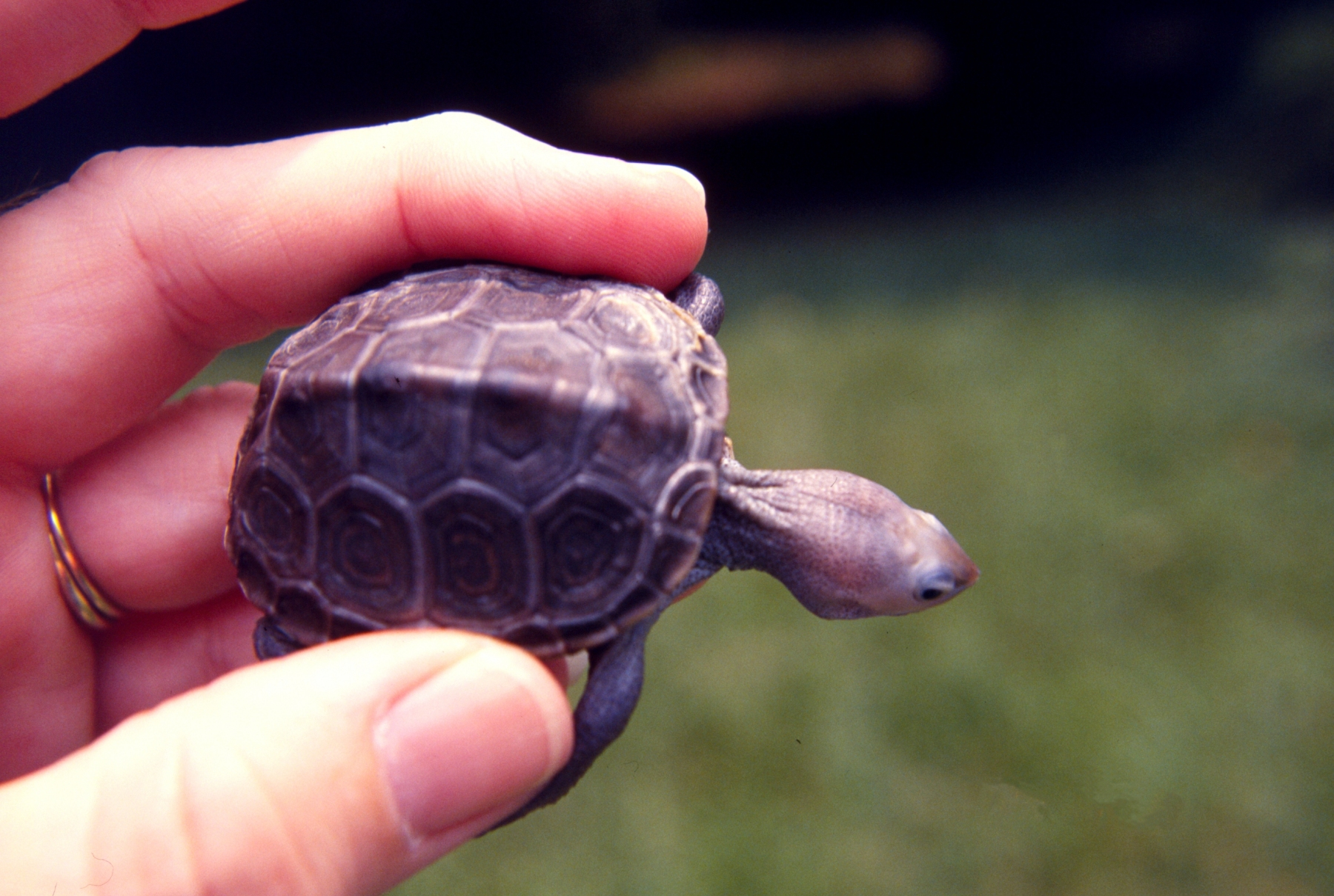

## Подвиды
- Malaclemys terrapin centrata (Каролинская бугорчатая) (Carolina Diamondback Terrapin)
- Malaclemys terrapin littoralis (техасская бугорчатая) (Texas Diamondback Terrapin)
- Malaclemys terrapin macrospilota (Украшенная бугорчатая) (Ornate Diamondback Terrapin)
- Malaclemys terrapin pileata (Миссисипская бугорчатая) (Mississippi Diamondback Terrapin)
- Malaclemys terrapin rhizophorarum (Мангровая бугорчатая) (Mangrove Diamondback Terrapin)
- Malaclemys terrapin Tequesta (Восточно-флоридская бугорчатая) (Florida East Coast Terrapin)
- Malaclemys terrapin terrapin (Northern Diamondback Terrapin)